# メジャーハボック
メジャーハボック（MAJOR HAVOC）は1983年にアタリが発売したアーケードゲーム。

## 概要
1つのステージが前半と後半に明確に分かれており、前半が3Dシューティングゲーム、後半がサイドビューのアクションゲーム、という2つの構成を組み合わせたアクションシューティングゲームである。ベクタースキャンディスプレイを採用している。
本作はソフトウェアエンジニア兼デザイナーであるオーエン・ルービンにとってアタリでの最終作であり、当時17歳のマーク・サーニーが彼をサポートした。

## ステージ構成

### ミッション開始前
ミッション・ブリーフィング画面の右下でブロックくずしが遊べる。一定時間経過かミスで先の画面に進む。

### 前半
縦スクロールのシューティングゲームをやや自機後方から俯瞰した視点を持つ。
最後は着陸しサイドビューアクションの基地ステージ（後半）に移行する。

### 後半
基地に侵入し、酸素を補給しながら爆弾を仕掛けて脱出する。自機が弱重力を感じさせる独特の慣性付き動作を行うのが特徴。

## 筐体
オリジナル版は自機の移動に専用のコントローラを用いる。このコントローラは、ドラムのような形状をしており、左右に回転させる形で自機を動かす。
これとは別にTempestの筐体を利用したコンバージョン版が存在する。Tempestコンバージョン版はTempestのダイアルコントローラをそのまま自機の操作に使用する。コンバージョン版はオリジナル版に対してゲームスピードそのものが明らかに遅くなっている。

## 後世への影響
下記は製作者自らが『メジャーハボック』の強い影響を受けたと公言したものである。
- 『テセウス』

1984年、MSX用にアスキーが開発、販売。本作のサイドビューアクション部分をMSXで表現したいという思いがきっかけで開発された。
- 『テグザー』

1985年、8ビットパソコンの多くにゲームアーツが開発、販売。サイドビューアクション部分に影響を受けた。
- 『シルフィード』

1986年、PC-8801mkIISR用にゲームアーツが開発、販売。3Dシューティング部分に影響を受けた。
- 『カイの冒険』

1988年、ファミリーコンピュータ用にゲームスタジオが開発、ナムコが販売。バビロニアン・キャッスル・サーガシリーズの1作。サイドビューアクション部分に影響を受けている。開発コードネームは「Minor Havoc」。なお「天井に頭をぶつけるとしゃがむ」というアクションも、オリジナルと同じである。スタッフロールのスペシャルサンクスには「アタリ　メイジャーハボック　かいはつチーム」とある。